# Associazione Calcio Femminile Torino 2004-2005
Questa voce raccoglie le informazioni riguardanti l'Associazione Calcio Femminile Torino nelle competizioni ufficiali della stagione 2004-2005.

## Rosa
| N. |                   | Ruolo | Calciatrice               |
| -- | ----------------- | ----- | ------------------------- |
|    | Italia (bandiera) | P     | Rita Carmela Caravilla    |
|    | Italia (bandiera) | P     | Geraci                    |
|    | Italia (bandiera) | D     | Monica Caprini            |
|    | Italia (bandiera) | D     | Maria Rosaria Iannuzzelli |
|    | Italia (bandiera) | D     | Valentina Lanzieri        |
|    | Italia (bandiera) | D     | Maria Sorvillo            |
|    | Italia (bandiera) | D     | Manuela Tesse             |
|    | Italia (bandiera) | C     | Grazia Cancelliere        |
|    | Italia (bandiera) | C     | Marta Carissimi           |
|    | Italia (bandiera) | C     | Damiana Deiana            |
|    | Italia (bandiera) | C     | Serena Giuliano           |

| N. |                   | Ruolo | Calciatrice          |
| -- | ----------------- | ----- | -------------------- |
|    | Spagna (bandiera) | C     | Núria Guardia Pulido |
|    | Italia (bandiera) | C     | Federica Margiotta   |
|    | Italia (bandiera) | C     | Selena Mazzantini    |
|    | Italia (bandiera) | C     | Sara Melillo         |
|    | Italia (bandiera) | C     | Elisa Miniati        |
|    | Italia (bandiera) | C     | Francesca Valetto    |
|    | Italia (bandiera) | C     | Tatiana Zorri        |
|    | Italia (bandiera) | A     | Maura Bruno          |
|    | Italia (bandiera) | A     | Patrizia Panico      |
|    | Italia (bandiera) | A     | Simona Sodini        |

## Calciomercato

### Sessione estiva
| Acquisti | Acquisti             | Acquisti           | Acquisti |
| R.       | Nome                 | da                 | Modalità |
| -------- | -------------------- | ------------------ | -------- |
| D        | Maria Sorvillo       | A.D. Decimum Lazio |          |
| D        | Manuela Tesse        | A.D. Decimum Lazio |          |
| C        | Núria Guardia Pulido | Sant Gabriel       |          |

| Cessioni | Cessioni | Cessioni | Cessioni |
| R.       | Nome     | a        | Modalità |
| -------- | -------- | -------- | -------- |
|          |          |          |          |

### Sessione invernale
| Acquisti | Acquisti          | Acquisti          | Acquisti   |
| R.       | Nome              | da                | Modalità   |
| -------- | ----------------- | ----------------- | ---------- |
| D        | Damiana Deiana    | Atletico Oristano | svincolata |
| C        | Francesca Valetto | Atletico Oristano | svincolata |

| Cessioni | Cessioni | Cessioni | Cessioni |
| R.       | Nome     | a        | Modalità |
| -------- | -------- | -------- | -------- |
|          |          |          |          |

## Risultati

### Serie A

#### Girone di andata
| Arbitro: | Pili (Carbonia) |

|  |           |               |
|  | Marcatori | 31’ Margiotta |

| Torino 23 ottobre 2004, ore 15:00 CEST 2ª giornata | Torino | 2 – 0 | ACF Milan | Stadio Primo Nebiolo |

| Torino 30 ottobre 2004, ore 14:30 CET 3ª giornata | Torino | 2 – 2 | Agliana | Stadio Primo Nebiolo |

| Arbitro: | Doveri (Roma) |

|  |           |            |
|  | Marcatori | 34’ Sodini |

| Roma 15 gennaio 2005, ore 14:30 CET 8ª giornata | A.D. Decimum Lazio | 0 – 0 | Torino | Stadio Tre Fontane\| Arbitro: \| Amore \| |
| Arbitro:                                        | Amore              |       |        |                                           |

| Arbitro: | Lazzaretto (Schio) |

|                                                |           |                          |
| Bologna 11’ Stabile 35’ Tagliacarne 68’ (rig.) | Marcatori | 4’, 28’ Panico 45’ Zorri |

#### Girone di ritorno
| Arbitro: | Dal Din (Conegliano) |

|             |           |             |
| Bologna 12’ | Marcatori | 47’ Guarino |

| Agliana 26 febbraio 2005, ore 14:30 CET 14ª giornata | Agliana | 2 – 1 | Torino | Stadio comunale Germano Bellucci |

| Arbitro: | Chendi |

|                                                                                             |           |                      |
| Panico 6’, 35’, 78’, 83’ Sodini 25’ (rig.), 54’ Zorri 37’ Mazzantini 73’ Margiotta 76’, 86’ | Marcatori | 14’, 43’, 81’ Parejo |

| Arbitro: | Peri |

| |           |  |
| Sodini 2’ Panico 7’, 21’, 25’, 31’, 41’, 47’, 55’, 72’, 79’ Zorri 8’, 35’, 72’ Margiotta 9’, 22’, 34’ E. Miniati 18’ Mazzantini 40’ Lanzieri 54’, 56’ Melillo 67’, 73’, 78’ | Marcatori |  |

| Arbitro: | Spina |

|                                         |           |  |
| Zorri 10’ Margiotta 49’ Panico 52’, 80’ | Marcatori |  |

### Coppa Italia

#### Primo turno
Girone 3

#### Quarti di finale
| marzo 2005 Andata | Torino | 1 – 3 | Torres Terra Sarda |  |

| Sassari 30 marzo 2005 Ritorno | Torres Terra Sarda | 3 – 1 | Torino | Stadio Vanni Sanna |

## Statistiche

### Statistiche di squadra
| Competizione | Punti | In casa | In casa | In casa | In casa | In casa | In casa | In trasferta | In trasferta | In trasferta | In trasferta | In trasferta | In trasferta | Totale | Totale | Totale | Totale | Totale | Totale | DR  |
| Competizione | Punti | G       | V       | N       | P       | Gf      | Gs      | G            | V            | N            | P            | Gf           | Gs           | G      | V      | N      | P      | Gf     | Gs     | DR  |
| ------------ | ----- | ------- | ------- | ------- | ------- | ------- | ------- | ------------ | ------------ | ------------ | ------------ | ------------ | ------------ | ------ | ------ | ------ | ------ | ------ | ------ | --- |
| Serie A      | 46    | 11      | 7       | 2       | 2       | 52      | 11      | 11           | 7            | 2            | 2            | 20           | 12           | 22     | 14     | 4      | 4      | 72     | 23     | +49 |
| Coppa Italia | -     | -       | -       | -       | -       | -       | -       | -            | -            | -            | -            | -            | -            | -      | -      | -      | -      | -      | -      | -   |
| Totale       | -     | -       | -       | -       | -       | -       | -       | -            | -            | -            | -            | -            | -            | -      | -      | -      | -      | -      | -      | -   |

### Andamento in campionato
| Giornata  | 1 | 2 | 3 | 4 | 5 | 6 | 7 | 8 | 9 | 10 | 11 | 12 | 13 | 14 | 15 | 16 | 17 | 18 | 19 | 20 | 21 | 22 |
| --------- | - | - | - | - | - | - | - | - | - | -- | -- | -- | -- | -- | -- | -- | -- | -- | -- | -- | -- | -- |
| Luogo     | T | T | C | C | C | T | T | T | C | T  | C  | C  | C  | T  | T  | T  | C  | C  | C  | T  | C  | T  |
| Risultato | V | V | N | V | V | V | V | N | V | N  | P  | N  | V  | P  | P  | P  | V  | V  | V  | V  | V  | V  |
| Posizione | 1 | 1 |   |   |   |   |   |   |   |    |    |    |    |    |    |    | 3  | 3  | 3  | 3  | 3  | 3  |

Legenda:

Luogo: C = Casa; T = Trasferta. Risultato: V = Vittoria; N = Pareggio; P = Sconfitta.

### Statistiche delle giocatrici
| Giocatore    | Serie A  | Serie A | Serie A     | Serie A    | Coppa Italia | Coppa Italia | Coppa Italia | Coppa Italia | Totale   | Totale | Totale      | Totale     |
| Giocatore    | Presenze | Reti    | Ammonizioni | Espulsioni | Presenze     | Reti         | Ammonizioni  | Espulsioni   | Presenze | Reti   | Ammonizioni | Espulsioni |
| ------------ | -------- | ------- | ----------- | ---------- | ------------ | ------------ | ------------ | ------------ | -------- | ------ | ----------- | ---------- |
| M. Bruno     | ?        | ?       | ?           | ?          | ?            | ?            | ?            | ?            | ?        | ?      | ?           | ?          |
| M. Carissimi | ?        | ?       | ?           | ?          | ?            | ?            | ?            | ?            | ?        | ?      | ?           | ?          |
| P. Panico    | ?        | 32      | ?           | ?          | ?            | ?            | ?            | ?            | ?        | 32+    | ?           | ?          |
| T. Zorri     | ?        | ?       | ?           | ?          | ?            | ?            | ?            | ?            | ?        | ?      | ?           | ?          |